# Топливные гранулы

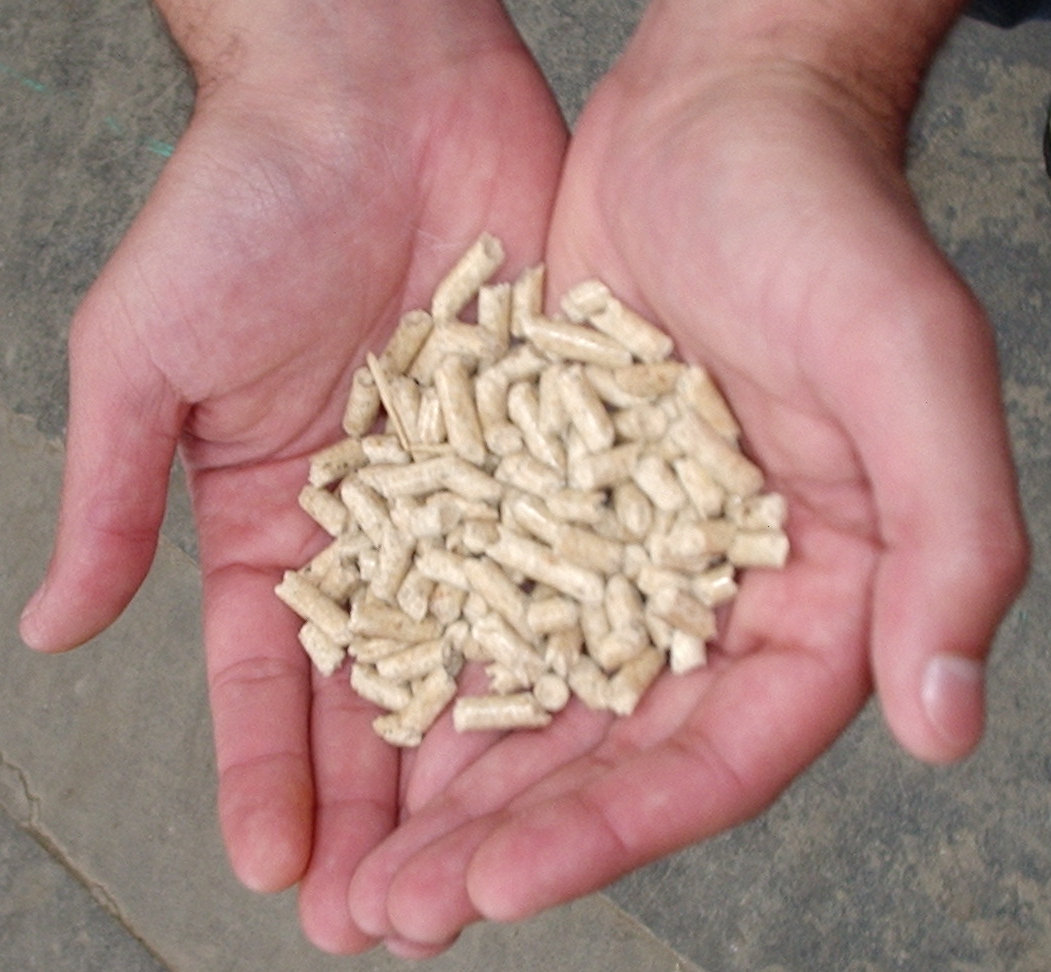
Топливные гранулы

Топливные гранулы, пелле́ты (англ. pellets) — биотопливо, получаемое из торфа, древесных отходов и отходов сельского хозяйства. Представляет собой цилиндрические гранулы стандартного размера.
Гранулы классифицируются по их теплотворной способности, влажности и зольности, а также по размерам. Высокая плотность, низкая влажность и стандартизация по размеру позволяет при их сгорании получать большое количество энергии и точно дозировать их количество при автоматизированной подаче.

## Сырьё для производства
Сырьём для производства гранул могут быть торф, балансовая (некачественная) древесина и древесные отходы: кора, опилки, щепа и другие отходы лесозаготовки, а также отходы сельского хозяйства: отходы кукурузы, солома, отходы крупяного производства, лузга подсолнечника, куриный помёт и т. д.

## Технология производства

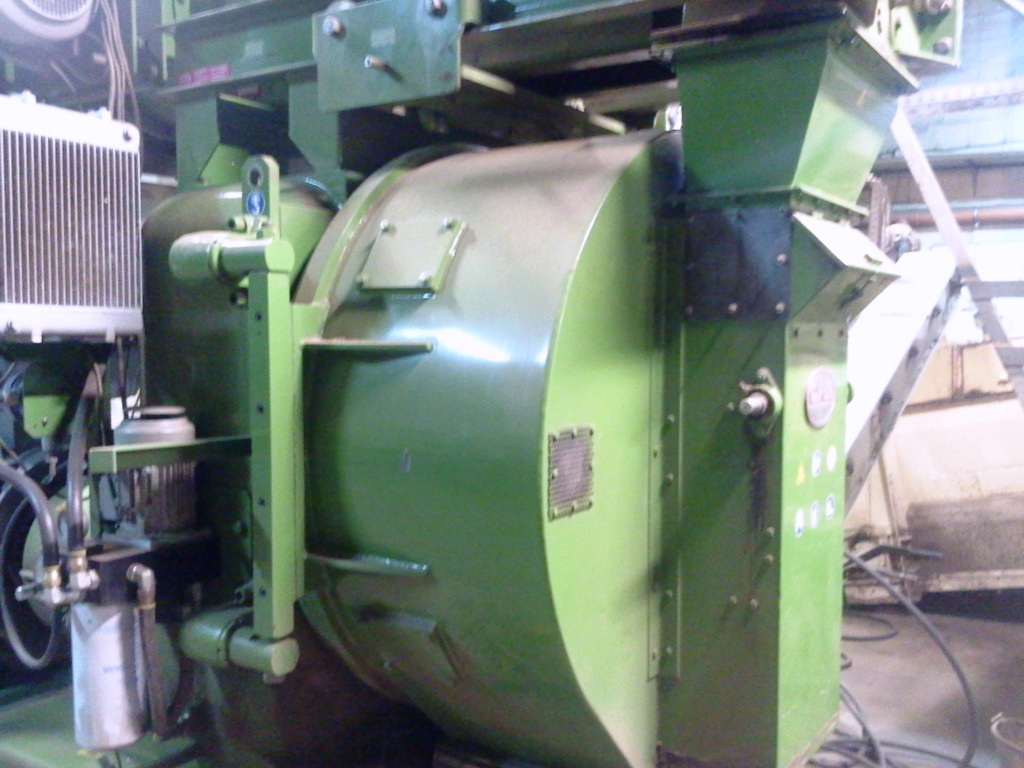
Пресс-гранулятор

Сырьё (опилки, кора и т. д.) поступает в дробилку, где измельчаются до состояния муки. Полученная масса поступает в сушилку, из неё — в пресс-гранулятор, где древесную муку сжимают в гранулы. Сжатие во время прессовки повышает температуру материала, лигнин, содержащийся в древесине размягчается и склеивает частицы в плотные цилиндрики. На производство одной тонны гранул уходит около 2,3—2,6 плотных кубометра древесных отходов, плюс 0,6 плотных кубометра опилок на каждую тонну произведенной продукции сжигается.
Готовые гранулы охлаждают, пакуют в различную упаковку — от небольших пакетов (2—20 кг) до биг-бэгов (большая промышленная упаковка) весом по 1-й тонне — или доставляют потребителю россыпью.

### Торрефицированные пеллеты
При торрефикации твёрдая биомасса обжигается без доступа кислорода при температуре 200—330 °C. Торрефицированные, или биоугольные (чёрные), пеллеты обладают рядом достоинств по сравнению с обычными, иначе называемыми белыми:
- Отталкивают влагу, могут храниться под открытым небом, то есть не требуют крытых хранилищ
- Не гниют, не плесневеют, не разбухают и не рассыпаются
- Имеют лучшие показатели сжигания (близкие к углю. Отсюда и название — биоуголь)

## Преимущества и недостатки
Топливные гранулы — экологически чистое топливо с содержанием золы, как правило, не более 3 %. При производстве пеллетов в основном используются отходы лесопильных производств и сельского хозяйства, которые ранее в основном вывозились на свалки и гнили, а по прошествии нескольких лет начинали гореть или тлеть.
Однако, если в месте произрастания сырья окружающая среда содержит токсины или радиоактивные вещества, то при сжигании гранул эти вещества могут быть распылены в атмосферу.
Гранулы отличаются от обычной древесины высокой сухостью (влажность всего 8—12 %, а влажность сырых дров — 30—50 %) и большей — примерно в полтора раза — плотностью, чем дрова. Эти качества обеспечивают высокую теплотворную способность по сравнению со щепой или дровами — при сгорании тонны гранул выделяется приблизительно 3,5 тысяч кВт·ч тепла, это почти в два раза меньше, чем при сгорании тонны каменного угля, в полтора раза больше, чем у обычных дров, и всего в два раза (почти в три раза) меньше, чем при использовании газа, мазута или дизельного топлива.
Низкая влажность — это не только преимущество гранул как топлива, но и проблема их производства. Сушка может оказаться одной из основных статей расходов при производстве топливных материалов из отходов деревообработки. Кроме того, в зависимости от производства, сбор, сортировка и очистка сырья также могут повлечь дополнительные затраты. Процесс сушки важно тщательно спланировать, что позволит уменьшить риски, связанные с качеством готовой продукции, её себестоимостью и пожароопасностью производства. Лучшим вариантом является производство биотоплива из сухой стружки.
Одно из важнейших преимуществ гранул — высокая и постоянная насыпная плотность, позволяющая относительно легко транспортировать этот сыпучий продукт на большие расстояния. Благодаря правильной форме, небольшому размеру и однородной консистенции продукта гранулы можно пересыпать через специальные рукава, что позволяет автоматизировать процессы погрузки-разгрузки и также сжигания этого вида топлива.
Для эффективного использования топливных гранул требуется особый вид печи: пеллетный котёл.

## Качество и стандарты
Качество и вид гранул зависят от сырья и технологии производства. Древесные гранулы с большим содержанием коры обычно имеют тёмный цвет, а гранулы из окорённой древесины — светлый. В процессе производства — например, при сушке — гранулы могут немного «подгореть» и тогда они из белых становятся серыми. Хотя это не всегда сказывается на таких потребительских качествах гранул как теплотворная способность, зольность, прочность и истираемость, но может привести к образованию мелкой пыли при транспортировке за счёт трения гранул друг о друга.
В разных странах приняты различные стандарты производства топливных гранул.
- в США действует «Standard Regulations & Standards for Pellets in the US: The PFI (pellet)». Стандартом разрешено производство гранул двух сортов: «Премиум» и «Стандарт». «Премиум» должен содержать не более 1 % золы, а «Стандарт» не более 3 %. «Премиум» может применяться для отопления любых зданий. На сорт «Премиум» приходится около 95 % производства гранул в США. Сорт «Стандарт» содержит больший объём коры или сельскохозяйственных отходов. Стандарты определяют также плотность, размеры гранул, влажность, содержание пыли и других веществ. В США топливные гранулы не могут быть более 1 ½ дюймов в длину, диаметр гранул должен быть в диапазоне от ¼ дюйма до 5 1/16 дюйма.
- в Германии на топливные гранулы принят стандарт DIN 51731. Длина — не более 5 см, диаметр — от 4 до 10 мм. Влажность не более 12 %, содержание пыли не более 0,5 % и т. д.
- в Австрии — стандарт ONORM M 7135
- в Великобритания — The British BioGen Code of Practice for biofuel (pellets)
- в Швейцарии — SN 166000
- в Швеции — SS 187120
- в России — ГОСТ 33103.1—2017
- в Европейском союзе — ISO 17225-1:2014

## Применение
Древесные гранулы высокого качества (белые и серые) используют для отопления жилых домов путём сжигания в гранульных котлах, печах и каминах. Они, как правило, бывают диаметром 6—8 мм и длиной менее 50 мм. В Европе их чаще продают в 15—20 килограммовых мешках. Кроме отопления современные малые паросиловые установки с котлами на пеллетах могут также совместно с теплом вырабатывать электроэнергию. Например, в России налажено производство таких систем с малыми паровыми аксиально-поршневыми двигателями мощностью от 6 до 60 кВт.
Спрос на древесные брикеты и гранулы, оборудование для их сжигания и производства растёт пропорционально ценам на такие традиционные виды топлива как нефть и газ. В некоторых странах Европы, где рынок альтернативных источников энергии наиболее развит, гранулами отапливается до 2/3 жилых помещений. Такое широкое распространение объясняется и экологичностью этого вида топлива — при сгорании выбросы CO2 равны поглощению этого газа во время роста дерева, а выбросы NO2 и летучих органических компонентов значительно снижены благодаря использованию современных технологий сжигания.
Тёмные гранулы с большим содержанием коры сжигают в котлах большей мощности с целью получения тепла и электроэнергии для населённых пунктов и промышленных предприятий. Тёмные гранулы могут быть большего диаметра. Их продают навалом партиями от двух-трёх тысяч тонн и более.
Кроме использования по прямому назначению, топливные гранулы (их светлая, необожженная разновидность), благодаря своей гигроскопичности, хорошему удержанию запахов и способности сильно расширяться при намокании (пара пригоршней гранул дает слой опилок объемом в несколько десятков кубических сантиметров) получили широкое применение в качестве наполнителя для кошачьих туалетов.

## Производство

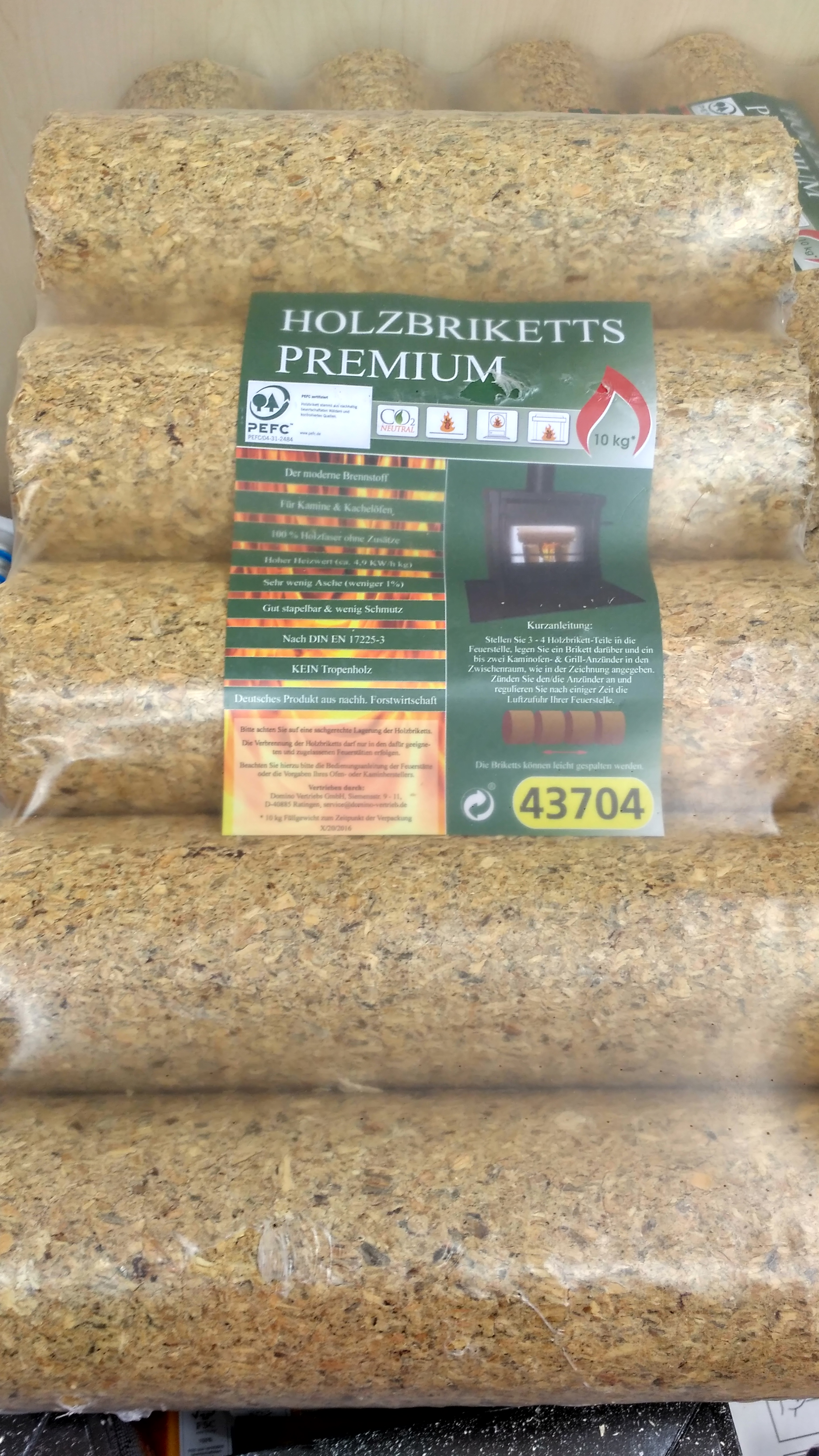
Упаковка топливных пеллет

В США в начале 2008 года производством топливных гранул заняты более 80 компаний. Они производят около 1,1 млн тонн гранул в год. В 2008 году в США было продано около 2 млн тонн гранул. Более 600 тыс. зданий обогреваются гранулами. Более 20 компаний производят котлы, печи, горелки и др. оборудование для сжигания гранул.
В Финляндии в 2005 году домашний сектор потребил 70 тысяч тонн гранул. Биотопливом обогревались около 7 тысяч зданий. «Дорожная Карта — 2010» в Финляндии планирует производство к 2010 году 1,1 млн тонн гранул.
В 2005 году из Канады было экспортировано 582,5 тысячи тонн гранул. Всего в Канаде в 2008 году было произведено около 1,3 млн тонн. Заводы по производству гранул располагаются главным образом на побережье. Заводы, расположенные на западном побережье Канады, производят гранулы из мягких сортов древесины: ель, сосна. Заводы восточного побережья производят гранулы из твёрдых сортов: дуб, клен, вишня и др.
Все гранулы, получаемые в Северной Америке, производятся из высушенных остатков отходов лесоперерабатывающего производства: древесные опилки, стружка, щепа. Всего два завода добавляют в гранулы древесную кору.
Крупнейшие производители в странах Евросоюза в 2008 году: Швеция — 1,7 млн тонн, Германия — 900 тысяч тонн, Австрия — 800 тысяч тонн.
Латвия активно развивает производство биотоплива. В частности, в августе 2012 года был запущен самый крупный в стране завод мощностью 175—200 тысяч тонн пеллет в год.
Во всём мире производство топливных гранул в 2008 году составило 8—10 миллионов тонн.
В 2009 году в Европе насчитывалось приблизительно 650 заводов по выпуску топливных древесных гранул, которые произвели более 10 млн тонн этой продукции.
В 2011 году в Европе было произведено около 15 млн тонн пеллет. На конец 2013 года мировой объем потребления пеллет составляет около 22,5 млн тонн.

### Россия
В России в 2008 году было произведено 500—600 тысяч тонн пеллет, производство топливных гранул налажено на 150 предприятиях в разных регионах страны.
В 2009 году произведено около 960 тысяч тонн топливных пеллет. Внутри страны было использовано около 260 тысяч тонн.
В 2010 году в России было выпущено порядка 1 млн тонн гранул из древесины и лузги. Большая их часть была экспортирована в Европу. При этом если древесные гранулы в основном покупают скандинавские страны, а также центральная и северная Европа, то российские топливные гранулы из лузги закупают только Великобритания и Польша. Пеллеты, произведенные на Дальнем Востоке, экспортируются в Южную Корею и Японию.
Согласно оценкам ООН, в России ежегодный объём производства топливных гранул в 2011 составлял 750 тысяч тонн, из которых 600 тысяч тонн экспортировалось.
В 2011 году ОАО «Выборгская целлюлоза» (пос. Советский, Ленинградская область) запустила крупнейший в мире завод по производству древесных пеллетов. Объём производства предприятия должен составить 1 миллион тонн топливных гранул в год. В 2012 на предприятии было произведено 500 тысяч тонн гранул.
Российский рынок топливных гранул (пеллетов) в 2015 году продемонстрировал стабильный рост объемов производства и экспорта продукции, увеличившись на 100 000 тонн в год. Данная тенденция сохраняется на пеллетном рынке, несмотря на ряд кризисных явлений в экономике. Большинство российских компаний, занимающихся экспортом продукции в 2015 году не испытывало проблем со сбытом, несмотря на теплую зиму в Европе. Это связано с наличием долгосрочных контрактов у тех производителей, которые работают на рынке в течение последних нескольких лет. В то же время в связи с девальвацией рубля, относительно евро, в экспорте древесных топливных гранул в 2015 стали участвовать те компании, которым ранее с логистической точки зрения было невыгодно продавать свою продукцию за рубеж. Во второй половине 2015 года в экспорте продукции участвовало 157 российских производителей гранул. Отечественные производители активно получают европейские сертификаты EN plus и SPB и выходят на новые рынки..

### Планы, прогнозы, перспективы
В начале лета 2010 года Университет Wageningen представил исследование в области биотоплива. В ближайшие 25 лет, согласно исследованию, спрос на древесные гранулы увеличится в Европе до 200 млн тонн в год. Через порт Роттердама будет проходить 13—20 млн тонн гранул в год. В июле 2010 года администрация порта Роттердам объявила о совместном проекте с англо-голландской энергетической биржей APX-ENDEX по созданию биржи биотоплива.
К 2020 году Китай намеревался производить 50 млн тонн гранул ежегодно.
Великобритания планировала к 2010 году довести потребление топливных гранул до 600 тысяч тонн. Ожидается, что в 2014 году объем производства пеллетов в Австрии составит более миллиона тонн, а к 2020 правительство страны планирует увеличить потребление пеллетов в два раза.
В 2010 году холдинг «Русские лесные пеллеты» объявил о планах строительства производств по выпуску древесных топливных гранул в 13 субъектах России общей мощностью более 2,5 млн тонн пеллетов.
В 2012 году ООО «Группа компаний „Русский биоуголь“» объявила о программе строительства 52 заводов в России суммарной мощностью до 10 миллионов тонн топливных гранул в год, в частности 9 заводов торрефицированных пеллет компания собирается построить в Подмосковье.
В начале 2016 года крупнейший немецкий производитель пеллетов — German Pellets объявил о банкротстве. В 2014 году немецкая фирма создала российскую «дочку» — «Джерман Пеллетс Нижний Новгород» и анонсировала строительство пеллетного завода на территории Нижегородской области мощностью 500 000 тонн в год, однако планы не были реализованы.